# Metaclasse
Em orientação a objetos, uma metaclasse é uma classe cujas instâncias também são classes e não objetos no sentido tradicional. Assim como classes definem o comportamento de certos objetos, metaclasses definem o comportamento de certas classes e suas instâncias.
Nem toda linguagem orientada a objeto suporta metaclasses. Entre as que suportam, a extensão de modificações que podem ser feitas nas classes varia. Cada  linguagem possui seu próprio protocolo de metaobjeto, um conjunto de regras que definem como objetos, classes e metaclasses interagem.

## Exemplo em Python
Em Python, a classe nativa type é uma metaclasse. Considere o exemplo abaixo:
```
class
 
Carro
(
object
):

    
__slots__
 
=
 
[
'marca'
,
 
'modelo'
,
 
'ano'
,
 
'cor'
]

    
def
 
__init__
(
self
,
 
marca
,
 
modelo
,
 
ano
,
 
cor
):

        
self
.
marca
 
=
 
marca

        
self
.
modelo
 
=
 
modelo

        
self
.
ano
 
=
 
ano

        
self
.
cor
 
=
 
cor

    
@property
 
    
def
 
descricao
(
self
):

        
""" Retorna uma descrição do carro. """

        
return
 
"
%s
 
%s
 
%s
 
%s
"
 
%
 
(
self
.
cor
,
 
self
.
ano
,
 
self
.
marca
,
 
self
.
modelo
)

```

Em tempo de execução, Carro é um objeto type por herança. O código fonte da classe Carro mostrado acima não inclui detalhes como o tamanho em bytes dos objetos Carro, sua configuração na memória, como são alocados, que o método __init__ é invocado automaticamente cada vez que um objeto é criado, e assim por diante. Esses detalhes aparecem não somente quando um novo objeto Carro é criado, mas também cada vez que um atributo na classe é acessado. Em linguagens de programação sem metaclasses, esses detalhes são definidos pela especificação da linguagem e não podem ser modificados. Em Python, a metaclasse nativa type controla tais detalhes sobre o comportamento de Carro. Tais detalhes pode ser modificados usando-se outra metaclasse ao invés de type.
O exemplo acima contém código redundante relacionado aos quatro atributos marca, modelo, ano e cor. É possível eliminar parte da redundância usando uma metaclasse. Em Python, uma metaclasse é definida como uma subclasse de type.
```
 
class
 
TipoIniciaAtributo
(
type
):

     
def
 
__call__
(
self
,
 
*
args
,
 
**
kwargs
):

         
""" Cria uma nova instância. """

 
         
# Primeiro, cria um objeto da forma padrão.

         
obj
 
=
 
type
.
__call__
(
self
,
 
*
args
)

 
         
# Adicionalmente, configura-se atributos do novo objeto.

         
for
 
nome
 
in
 
kwargs
:

             
setattr
(
obj
,
 
nome
,
 
kwargs
[
nome
])

 
         
# Retorna o novo objeto.

         
return
 
obj

```

Essa metaclasse modifica a criação do objeto. Todos os outros aspectos do comportamento da classe e dos objetos ainda seguem o que foi definido por type.
Agora a classe Carro pode ser reescrita para usar essa metaclasse acima, o que é feito atribuindo a nova metaclasse em __metaclass__:
```
 
class
 
Carro
(
object
):

     
__metaclass__
 
=
 
TipoIniciaAtributo

     
__slots__
 
=
 
[
'marca'
,
 
'modelo'
,
 
'ano'
,
 
'cor'
]

 
     
@property

     
def
 
descricao
(
self
):

         
""" Retorna uma descrição do carro. """

         
return
 
"
%s
 
%s
 
%s
 
%s
"
 
%
 
(
self
.
cor
,
 
self
.
ano
,
 
self
.
marca
,
 
self
.
modelo
)

```

Objetos Carro podem então ser instanciados através de:
```
 
carros
 
=
 
[

     
Carro
(
marca
=
'Toyota'
,
 
modelo
=
'Prius'
,
 
ano
=
2005
,
 
cor
=
'green'
),

     
Carro
(
marca
=
'Ford'
,
 
modelo
=
'Prefect'
,
 
ano
=
1979
,
 
cor
=
'blue'
)]

```

## Suporte em linguagens
As seguintes linguagens de programação suportam metaclasses:
- Common Lisp, via CLOS
- Groovy
- Object Pascal (especialmente Borland Delphi)
- Python
- Perl
- Ruby (seguindo o mesmo esquema de Smalltalk)
- Smalltalk